# ملعب الصفاء
ملعب نادي الصفاء الرياضي هو ملعب متعدد الإستخدامات في مدينة بيروت في لبنان. يستخدم الملعب غالبًا لإستضافة مباريات كرة القدم التنشيطية والدرجات الدنيا وتدريبات نادي الصفاء، ويتسع لحوالي 4000 مشجع.